# Aeroportul Cad. FAP Guillermo del Castillo Paredes
Aeroportul Cad. FAP Guillermo del Castillo Paredes (IATA: TPP, ICAO: SPST) este un aeroport din Tarapoto⁠(d), San Martín Province⁠(d), San Martin Department⁠(d), Peru ce deservește zona Tarapoto⁠(d). Aeroportul a fost tranzitat în 2022 de 901.806 pasageri.
Situat la o altitudine de 265 m, aeroportul dispune de o singură pistă. Este operat de Aeropuertos del Perú⁠(d).